# Pic Intermédiaire
Le pic Intermédiaire est un sommet des monts Dore dans le Massif central.

## Géographie
Le pic Intermédiaire est situé dans le Puy-de-Dôme, entre les communes de Chambon-sur-Lac et de Mont-Dore, au nord-est du puy de Sancy.
Depuis le sommet du puy de Sancy, l'accès au puy peut être réalisé en empruntant le sentier de grande randonnée 4, lequel suit la crête, traverse le col de la Cabane et le Pan de la Grange avant d'arriver au pic.

## Protection environnementale
Son versant oriental est inclus au site de l'inventaire national du patrimoine géologique « Vallée glaciaire de Chaudefour » et au site Natura 2000 « Monts Dore », tandis que l'intégralité de son sommet est répertoriée en ZNIEFF de type 2 « Monts Dore » et dans la ZNIEFF de type 1 « Haut vallée de la Dordogne ».